# Fujica ST605
La Fujica ST605 és una càmera rèflex mecànica de 35 mm fabricada per Fujica l'any 1976. La 605 en el seu moment estava a la venda amb l'objectiu Fujinon 55mm f/2.2, el qual va sortir al mercat el 1975 junt amb la ST601.
Aquesta, és la successora de la Fujica ST601 i la 605, va ser substituïda per la 605 II el 1978.

## Característiques
La Fujica ST605 incorpora la rosca M42, així es poden muntar a la càmera tots els objectius amb aquesta muntura. L'obturador de pla focal està construït amb una cortina de seda i pot disparar des d'1/2 segons fins a 1/700 (més el mode Bulb).

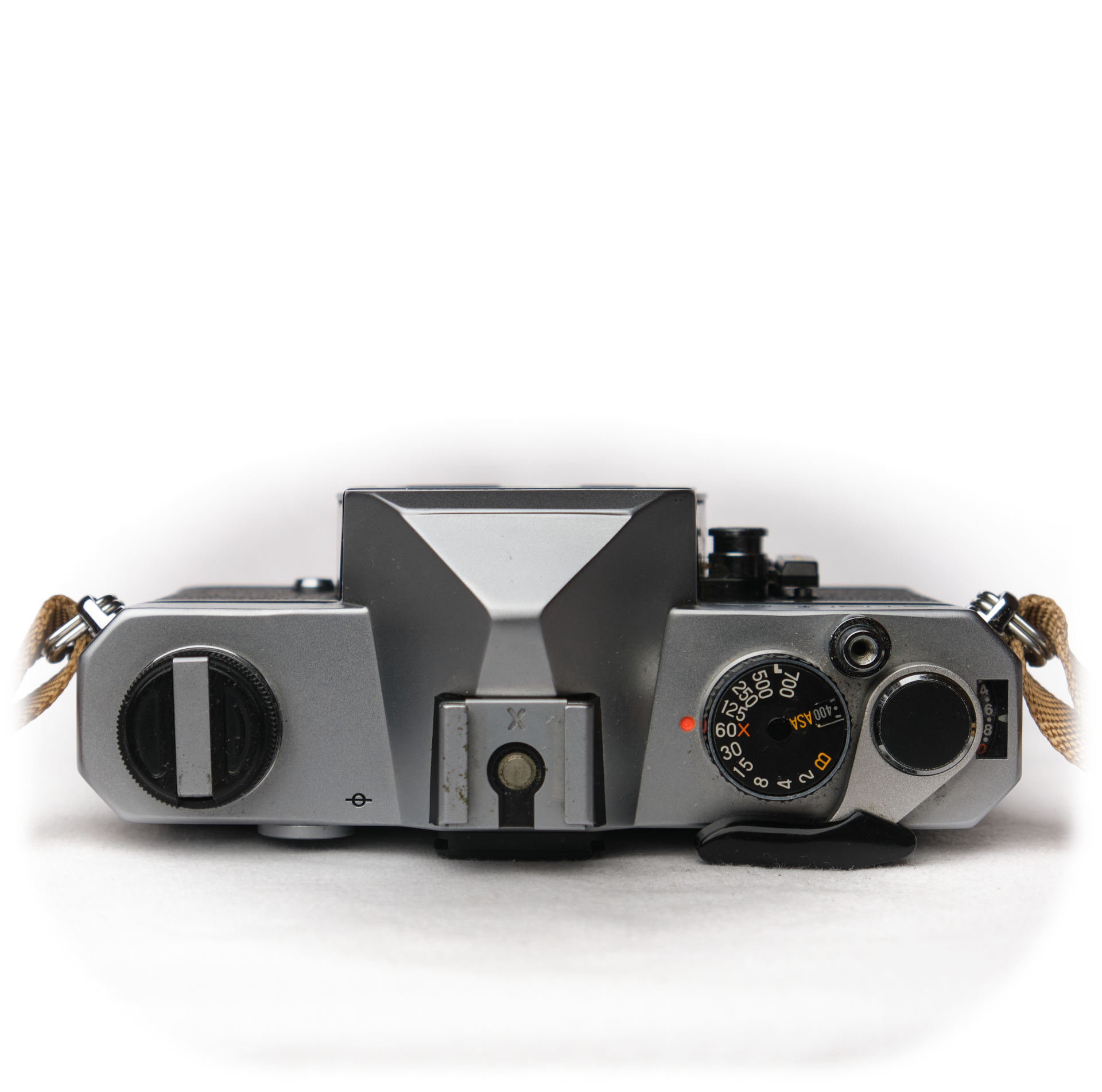
Dials i botons de la Fujica ST605N

L'enfocament es realitza mitjançant un telèmetre d'imatge dividida amb una zona de microprisma circumdant i vidre esmolat. Aquesta ja consta d'una vista prèvia de la profunditat de camp disponible mitjançant la mesura de parada.
L'exposímetre consta de dos receptors de llum fotocel·lulars de silici situats a banda i banda de l'ocular del visor, els quals estan connectats a un circuit FET (Field Effect Transistor) i estan acoblats amb l'obturador i el diafragma. Mesura la intensitat mitjana de la llum que cau sobre tota la superfície del vidre d'enfocament. Per tant, mesura la llum que ha travessat la lent i que arribarà a la pel·lícula. Aquí, s'elimina la necessitat de fer correccions d'exposició si es fan primers plans o es fotografia amb un filtre, ja que la lectura de la llum es du a terme a través de l'objectiu.
A diferència de la ST601, aquest model gràcies a una millora dels circuits utilitza bateries modernes d'1,5v, en lloc de bateries de mercuri d'1,3v. El 1978 va sortir al mercat la 605N, amb la diferència que aquesta inclou una pantalla en el visor on s'indica la velocitat d'obturació.